# 김효진 (배우)
김효진(1984년 2월 10일 ~ )은 대한민국의 배우이다.

## 학력
- 동덕여자고등학교 (졸업)
- 한양대학교 연극영화학과 02학번 (졸업)

## 약력

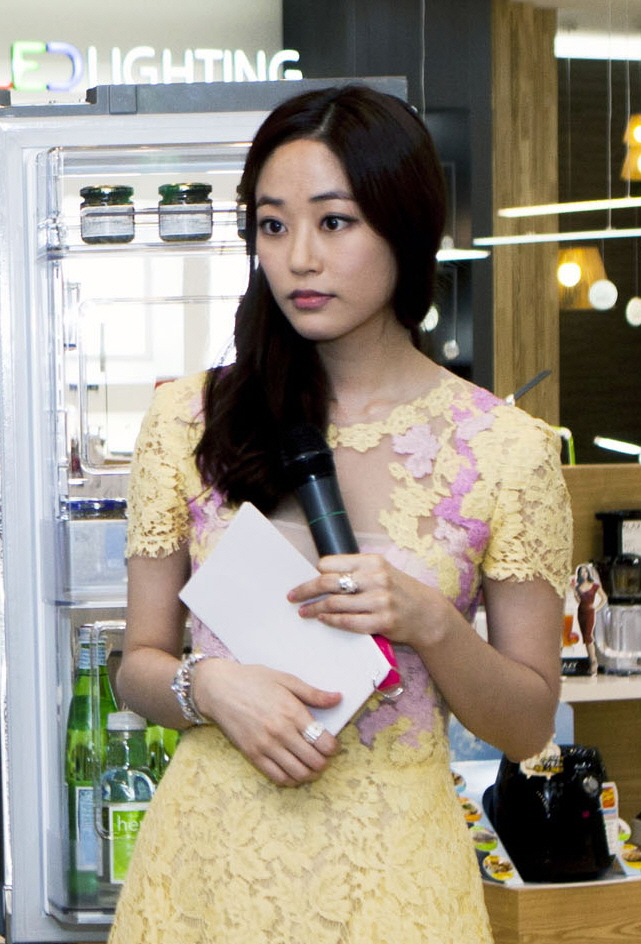
2013년 6월 디오스 광고 모델로 활동하는 김효진.

김효진은 중학교 시절, 우연히 그녀를 본 모델 에이전시의 권유로 잡지 모델을 통해 연예계에 데뷔했다. 데뷔한 이후, 각종 잡지 모델과 광고에 출연했고, 드라마에 출연하며 연기자로 입문했다. 그녀는 김민희, 공효진, 신민아 등과 대표적인 2000년대초 N세대 스타였다. 2003년 개봉된 사극 영화 《천년호》에서 '자운비' 역으로 스크린 데뷔했다. 이후 김효진은 이지적인 외모와 독특한 분위기로 다양한 캐릭터를 소화하며 차근차근 필모그래피를 쌓아왔다. 2012년에는 임상수 감독의 영화 《돈의 맛》에서 주체적인 여성 윤나미 역을 통해 재조명받았고, 세계적인 권위를 지닌 칸국제영화제 경쟁부문에 초청을 받아 처음으로 칸레드카펫을 밟았다.

## 개인 생활
2011년 12월에는 8살 연상의 배우 유지태와 5년여의 열애 끝에 웨딩마치를 울렸다. 2014년 7월 5일, 결혼 3년만에 첫 아이인 아들 유수인군을 출산했다.
또한 그녀는 배우 활동 외에 세계적인 NGO단체 월드비전의 홍보대사로 활동했고, 최근에는 유기견과 환경을 위한 자선 활동에 묵묵히 앞장 서고 있다. 그리고 2019년 4월 15일 첫째 출산한지 5년만에 둘째 아들 유루인군을 출산했다.

## 출연작

### 영화
- 2003년 《천년호》 ... 자운비 역
- 2004년 《누구나 비밀은 있다》 ... 한미영 역
- 2005년 《가문의 위기》 ... 카페여종업원 역(특별출연)
- 2006년 《맨발의 기봉이》 ... 정원 역
- 2006년 《생날선생》 ... 윤소주 역
- 2009년 《오감도》 ... 강나루 역
- 2009년 《돌멩이의 꿈》 ... 이하나 역
- 2009년 《전우치》 ... 빨간 머리 역(특별출연)
- 2011년 《창피해》 ... 윤지우 역
- 2012년 《돈의 맛》 ... 윤나미 역
- 2013년 《배꼽》 ... 윤정 역
- 2013년 《끝과 시작》... 강나루 역
- 2013년 《결혼전야》... 배주영 역
- 2014년 《무명인》... 강지원 역
- 2016년 《당신, 거기 있어줄래요》 ... 일리나 역(특별출연)

### 드라마/시트콤
- 2000년 SBS 일요아침드라마 《좋아 좋아》 ... 운조은 역
- 2000년 KBS2 메디컬 서스펜스 드라마 《RNA》 ... 김명숙 역
- 2000년 MBC 수목 미니시리즈 《비밀》
- 2000년 SBS 청춘시트콤 《골뱅이》 ... 효진 역
- 2000년 SBS 드라마스페셜 《TV영화 러브스토리 - 불면증, 메뉴얼 그리고 오렌지주스》
- 2001년 SBS 시츄에이션드라마 《메디컬센터》... 고미니 역
- 2001년 MBC 금요단막극 《우리집》 ... 강태실 역
- 2001년 SBS 오픈드라마 《남과 여 - 왜 남자는 어린 여자에게 집착하는가?》
- 2004년 SBS 특별기획 《매직》 ... 윤단영 역
- 2005년 SBS 드라마스페셜 《홍콩 익스프레스》 ... 최마리 역
- 2005년 KBS2 월화 미니시리즈 《그녀가 돌아왔다》 ... 김소령 역
- 2008년 SBS 주말극장 《행복합니다》 ... 박서윤 역
- 2010년 KBS2 월화 미니시리즈 《매리는 외박중》 ... 서준 역
- 2012년 WOWOW / 채널A 한중일 합작드라마 《스트레인저 6》 ... 국정원요원 안지혜 역
- 2020년 JTBC 수목드라마 《사생활》 ... 정윤경/정복기 역
- 2021년 JTBC 《인간실격》 ... 경은 역
- 2022년 JTBC 《모범형사 2》 ... 천나나 역
- 2023년 tvN 《무인도의 디바》 … 윤란주 역
- 2024년 tvN 《세작, 매혹된 자들》 … 자운영 역 (특별출연)

### 다큐멘터리
- 2021년 KBS 2TV 자연환경 다큐멘터리 《환경스페셜》... MC

## 그 외 활동

### 무대
- 2009년 연극 《한 여름밤의 꿈》
- 2010년 뮤지컬 《풀 포 러브》

### 방송
- 2011년 온 스타일 《러브 트리 36.5》
- 2021년 KBS2  《환경스페셜》

### 내레이션
- 2013년 : MBC 다큐스페셜 《사람과 동물, 반려 인생 이야기 2부작》1부. 내 눈에만 보여요. - 내레이션

### 뮤직비디오
- 2001년 문차일드 (음악 그룹) - 〈사랑하니까〉
- 2003년 윤건 - 〈어쩌다〉
- 2005년 KCM - 〈Smile Again>

### 노래
- 2009년 러브트리 프로젝트 - 비 (La pluie)

## 광고
- 2000년 invu (여성 의류)
- 2000년 KT M 018 콜디스카운트 (이동통신)
- 2000년 KT M 018 틴틴 러브레터 (이동통신)
- 2001년 주얼리아 (주얼리)
- 2001년 TBJ (의류)
- 2002년 인디에프 꼼빠니아 (여성 의류)
- 2002~2005년 SK패션 카스피코너스 (의류)
- 2004년 LG유플러스 가족할인 요금제 (이동통신)
- 2004년 롯데제과 팅클
- 2011년 ELCA코리아 에스티로더 (화장품)
- 2012년 불가리코리아 불가리 비제로원 (주얼리)
- 2012년~2013년 한샘 한샘가구 (가구)
- 2013년 LG전자 디오스 (냉장고)
- 2015년 유한킴벌리 하기스 아기물티슈
- 2017년 쏠렉 주디스리버
- 2020년 한국월드비전 월드비전 마스크
- 2020년 퓨어랜드 퓨어락 맘스밀
- 2021년 젠아웃도어 제로그램
- 2022년 한국월드비전 월드비전

## 경력 사항
- 2008년 월드비전 홍보대사
- 2012년 PETA 홍보대사
- 2013년 경기도 도우미견 나눔센터 명예홍보대사

## 수상 및 후보
| 연도 | 시상식                     | 제목              | 역할               | 비고 |
| ---- | -------------------------- | ----------------- | ------------------ | ---- |
| 2000 | KBS 연기대상               | 신인상            | RNA                | 수상 |
| 2000 | SBS 연기대상               | 시트콤부문 신인상 | 골뱅이             | 수상 |
| 2004 | 제27회 황금촬영상          | 신인여우상        | 천년호             | 수상 |
| 2004 | 제25회 청룡영화상          | 신인여우상        | 누구나 비밀은 있다 | 후보 |
| 2012 | 제7회 아시아 모델상 시상식 | 모델스타상        | 빈칸               | 수상 |
| 2012 | 제21회 부일영화상          | 여우조연상        | 돈의 맛            | 후보 |
| 2012 | PETA                       | 공로상            | 빈칸               | 수상 |